# HD225077
HD225077 — хімічно пекулярна зоря спектрального класу A1, що має видиму зоряну величину в смузі V приблизно  8,9.
Вона  розташована на відстані близько 1035,4 світлових років від Сонця.